# Gołunin
Gołunin – wieś w Polsce położona w województwie wielkopolskim, w powiecie poznańskim, w gminie Pobiedziska. Należy do sołectwa Bociniec.
W latach 1975–1998 miejscowość administracyjnie należała do województwa poznańskiego.